# Freelove
 «Freelove»  — третій сингл британської групи Depeche Mode з їх десятого студійного альбому Exciter, і 39-й в дискографії групи. Вийшов 5 листопада 2001 року.

## Подробиці
Дейв Гаан назвав цю пісню найкращою з тих, які він виконував з часів «Condemnation».
Версія синглу створена повністю з альбомної версії. Мікс був зроблений Фладом — продюсером альбомів Violator і Songs of Faith and Devotion. Повернення Флад до роботи з групою було несподіваним, так як він раніше заявляв, що не буде більше працювати з Depeche Mode зважаючи свого досвіду напруженої роботи з групою на тлі розбіжностей всередині її складу, які мали місце під час запису Songs of Faith and Devotion.
Сторону «Б» займає інструментальна композиція «Zenstation».
DVD-версія синглу — це перший реліз групи на DVD. Вона містить відеозапис виконання пісні на концерті у Філадельфії у 2001, і аудіозапис двох інших пісень. Також є чотири 30 — секундних бонусних відеоролика, режисер яких — Антон Корбейн.
Відеокліп на «Freelove» зняв режисер Джон Хіллкоут. На відеорелізов групи даний кліп не видавався.
У 2002 Сандра записала кавер-версію пісні «Freelove» для свого альбому The Wheel of Time.